# Brampton-Nord
Pour les articles homonymes, voir Brampton.
Circonscription électorale fédérale du Canada
Brampton-Nord ((en) Brampton North) est une circonscription électorale fédérale en Ontario.

## Circonscription fédérale
Située au nord de Toronto, la circonscription consiste en une partie de la ville de Brampton dans la municipalité régionale de Peel.
Les circonscriptions limitrophes sont Brampton-Est, Brampton-Centre, Brampton-Ouest et Dufferin—Caledon.  
À la suite du découpage de la carte électorale de 2022, la circonscription sera abolie dans deux nouvelles circonscriptions soit Brampton—Chinguacousy Park et Brampton-Nord—Caledon.   

### Historique
| Législature                                                                                                   | Années       | Député | Député      | Parti   |
| --- | ------------ | ------ | ----------- | ------- |
| Brampton-Nord issue d'une partie de Bramalea—Gore—Malton, Brampton-Ouest et de Brampton—Springdale avant 2015 |              |        |             |         |
| 42e | 2015–2019    |        | Ruby Sahota | Libéral |
| 43e | 2019–2021    |        | Ruby Sahota | Libéral |
| 44e | 2021–Présent |        | Ruby Sahota | Libéral |
| dissoute dans Brampton—Chinguacousy Park et Brampton-Nord—Caledon                                             |              |        |             |         |

## Circonscription provinciale
Depuis les élections provinciales ontariennes du 4 octobre 2007, l'ensemble des circonscriptions provinciales et des circonscriptions fédérales sont identiques.
1. ↑  Élections Canada, « Résultats Élection fédérale canadienne de 2021 », sur enr.elections.ca (consulté le 19 février 2022).
2. ↑  Élections Canada, « Résultats Élection fédérale canadienne de 2019 », sur enr.elections.ca (consulté le 31 octobre 2019).
3. ↑  Élections Canada, « Résultats Élection fédérale canadienne de 2015 », sur enr.elections.ca (consulté le 1er mars 2020).